# Powiat hajsyński
Powiat hajsyński – dawny powiat guberni podolskiej. Graniczył na północy (pow. bracławski) i wschodzie z gubernią kijowską, na zachodzie z pow. olhopolskim i bałckim. Starostwo znajdowało się w mieście Hajsyn.
Gminy miały siedziby w miejscowościach:
1. Granów(inne języki)
2. Kublicz: Karabelówka[1]
3. Kiślak(inne języki)
4. Krasnopólka
5. Kuna
6. Ładyżyn
7. Kropiwna Niższa
8. Miahkochody(inne języki)
9. Sobolówka
10. Teplik
11. Ternówka
12. Chaszczowata